# 27529 Rhiannonmayne
27529 Rhiannonmayne este o planetă minoră (asteroid), cu un diametru de 2,81 km, din centura de asteroizi. A fost descoperită pe 26 aprilie 2000 la Stația Anderson Mesa de Lowell Observatory Near-Earth-Object Search. 
Obiectul prezintă o orbită caracterizată de o semiaxă mare de 2,3621354 UAi, o excentricitate de 0,13, o înclinație de 6,27142 ° în raport cu ecliptica.